# Hélesmes
Hélesmes település Franciaországban, Nord megyében. Lakosainak száma 1905 fő (2022. január 1.). Hélesmes Hasnon, Wallers, Wandignies-Hamage, Escaudain és Hornaing községekkel határos.

## Népesség
A település népességének változása:
| Lakosok száma | 1966 | 1971 | 1987 | 1975 | 1988 | 1979 | 1937 | 1921 | 1905 |
|               | 2013 | 2015 | 2016 | 2017 | 2018 | 2019 | 2020 | 2021 | 2022 |